# دافي كلير
دافي كلير (بالإنجليزية: Davey Claire)‏ هو لاعب كرة قاعدة أمريكي، ولد في 17 نوفمبر 1897 في لودينغتون في الولايات المتحدة، وتوفي في 7 يناير 1956 في وادي لاس فيغاس في الولايات المتحدة.

## وصلات خارجية
- دافي كلير على موقعبيزبول رفرنس.كوم (الدوري الرئيسي) (الإنجليزية)